# Tétrahydrurogallate de lithium
Le tétrahydrurogallate de lithium est un composé chimique de formule LiGaH4. Il s'agit d'un solide blanc semblable au tétrahydruroaluminate de lithium LiAlH4 mais thermiquement moins stable. Il se dissout facilement dans l'éther diéthylique, avec lequel il forme un complexe stable, ce qui rend difficile l'élimination du solvant ; de telles solutions sont indéfiniment stables dans des récipients en verre hermétiques et maintenus à 0 °C. Il peut également être dissous dans le tétrahydrofurane (THF) et le diglyme.
Le tétrahydrurogallate de lithium se décompose lentement à température ambiante, rapidement à partir de 70 °C, en libérant de l'hydrure de lithium LiH, de l'hydrogène H2 et du gallium métallique. 

## Synthèse et réactions
Le tétrahydrurogallate de lithium a été mentionné pour la première fois par Finholt, Bond et Schlesinger. On l'obtient par réaction d'hydrure de lithium LiH et d'une solution de trichlorure de gallium GaCl3 dans l'éther diéthylique :
GaCl3 + 4 LiH  LiGaH4 + 3 LiCl.
La réaction se déroule à −80 °C, avant le retour à température ambiante. Le bromure de gallium(III) GaBr3 donne des vitesses de réaction et des rendements plus élevés (80 à 95 %).
D'une manière générale, LiGaH4 présente une réactivité semblable à celle de LiAlH4, mais est moins stable que ce dernier en raison de la plus grande susceptibilité des liaisons Ga−H à l'hydrolyse, de sorte que LiGaH4 est généralement produit à l'abri de l'air. Il réagit violemment avec l'eau H2O en libérant quatre moles d'hydrogène H2. 
Les solutions de LiGaH4 dans l'éther sont fortement réductrices mais dans une moindre mesure que celles de LiBH4 et de LiAlH4. Le tétrahydrurogallate de lithium réagit avec les amines primaires et secondaires en libérant de l'hydrogène. Il réduit l'acétamide CH3CONH2 et l'acétonitrile CH3CN en éthylamine CH3CH2NH2. Les acides, aldéhydes et cétones aliphatiques sont réduits en les alcools correspondants, mais les nitriles, aldéhydes, cétones et esters aromatiques ne sont pas réduits.

## Applications
Le tétrahydrurogallate de lithium est souvent utilisé pour obtenir d'autres hydrures de gallium complexes. Par exemple, il peut être utilisé pour convertir le trichlorure de thallium TlCl3 en tétrahydrogallate de thallium TlGaH4, sous la forme d'une poudre blanche solide qui se décompose au-dessus de −90 °C, et le perchlorate d'argent AgClO4 en tétrahydrogallate d'argent AgGaH4, sous la forme d'une poudre rouge orangée qui se décompose rapidement dans une solution d'éther au-dessus de −75 °C. La première réaction se déroule à −115 °C, la seconde à −100 °C.
La réaction de LiGaH4 avec l'hydrure de sodium NaH ou l'hydrure de potassium KH donne respectivement le tétrahydrurogallate de sodium NaGaH4, qui se décompose dans une atmosphère d'argon à 165 °C, et le tétrahydrurogallate de potassium, qui se décompose aux alentours de 230 °C. Ces deux substances se présentent sous la forme de poudres cristallines blanches et peuvent être conservées à l'abri de l'humidité pendant plus d'un an.
La réaction du tétrahydrurogallate de lithium avec le monochlorogallane GaH2Cl produit du digallane Ga2H6.